# Tela Tchaï
Martha Noémi Winterstein née Famin dite Tela Tchaï née le 10 août 1909 à Roubaix, et morte le 15 juillet 1993  à Saint-Tropez, est une actrice, artiste-peintre, modèle et danseuse française d'origine tsigane.

## Filmographie
- 1932 : L'Atlantide de Georg Wilhelm Pabst : Tanit Zerga
- 1932 : Gitanes / Les Deux routes, de Jacques de Baroncelli : Tela-Tchaï
- 1932 : Bolero de Max Reichmann[6],[7],[8],[9],[10],[11]
- 1934 : Roi de Camargue de Jacques de Baroncelli : Zinzara[12]
- 1937 : La Symphonie des brigands / Peppino de Friedrich Fehér : la servante
- 1937 : Les Secrets de la mer Rouge de Richard Pottier : Sultana
- 1939 : Tourelle 3, film inachevé[13] de Christian-Jaque : Mayena[14]
- 1943 : Les Mystères de Paris de Jacques de Baroncelli : La Punaise
- 1945 : Farandole d'André Zwobada : la diseuse de bonne aventure.